# 勞倫斯縣 (南達科他州)
勞倫斯郡（英語：Lawrence County）是美國南達科他州西部的一個縣，西鄰懷俄明州。面積2,073平方公里。根據美國2000年人口普查，共有人口21,802人。縣治戴德伍德。
成立於1877年，縣名紀念該縣首任財務長約翰·勞倫斯。

## 外部連結
- 勞倫斯郡官方網站 （页面存档备份，存于）

44°22′N 103°47′W / 44.36°N 103.79°W